# 宁德市人民政府
宁德市人民政府，简称宁德市政府，是中华人民共和国福建省宁德市的地方国家行政机关。

## 沿革
1949年，中华人民共和国成立后，在闽东设立福建省第三行政督察區，专署驻福安县，1950年改称福安专区行政公署。1968年4月，改称福安专区革命委员会，1970年改为宁德地区革命委员会，专署迁往宁德县。1978年，撤销革命委员会，改为宁德地区行政公署。1999年，宁德地区撤销，正式成立宁德市人民政府。

## 职权
根据《中华人民共和国地方各级人民代表大会和地方各级人民政府组织法》第七十三条，县级以上的地方各级人民政府行使下列职权：
1. 执行本级人民代表大会及其常务委员会的决议，以及上级国家行政机关的决定和命令，规定行政措施，发布决定和命令；
2. 领导所属各工作部门和下级人民政府的工作；
3. 改变或者撤销所属各工作部门的不适当的命令、指示和下级人民政府的不适当的决定、命令；
4. 依照法律的规定任免、培训、考核和奖惩国家行政机关工作人员；
5. 编制和执行国民经济和社会发展规划纲要、计划和预算，管理本行政区域内的经济、教育、科学、文化、卫生、体育、城乡建设等事业和生态环境保护、自然资源、财政、民政、社会保障、公安、民族事务、司法行政、人口与计划生育等行政工作；
6. 保护社会主义的全民所有的财产和劳动群众集体所有的财产，保护公民私人所有的合法财产，维护社会秩序，保障公民的人身权利、民主权利和其他权利；
7. 履行国有资产管理职责；
8. 保护各种经济组织的合法权益；
9. 铸牢中华民族共同体意识，促进各民族广泛交往交流交融，保障少数民族的合法权利和利益，保障少数民族保持或者改革自己的风俗习惯的自由，帮助本行政区域内的民族自治地方依照宪法和法律实行区域自治，帮助各少数民族发展政治、经济和文化的建设事业；
10. 保障宪法和法律赋予妇女的男女平等、同工同酬和婚姻自由等各项权利；
11. 办理上级国家行政机关交办的其他事项。

## 机构设置
目前，宁德市人民政府设置下列机构：
- 宁德市人民政府办公室
- 宁德市发展和改革委员会
- 宁德市教育局
- 宁德市科学技术局
- 宁德市工业和信息化局
- 宁德市民族和宗教事务局
- 宁德市公安局
- 宁德市民政局
- 宁德市司法局
- 宁德市财政局
- 宁德市人力资源和社会保障局
- 宁德市自然资源局
- 宁德市生态环境局
- 宁德市住房和城乡建设局
- 宁德市交通运输局
- 宁德市水利局
- 宁德市农业农村局
- 宁德市商务局
- 宁德市文化和旅游局
- 宁德市卫生健康委员会
- 宁德市退役军人事务局
- 宁德市应急管理局
- 宁德市审计局
- 宁德市国有资产监督管理委员会
- 宁德市林业局
- 宁德市海洋与渔业局
- 宁德市市场监督管理局
- 宁德市体育局
- 宁德市统计局
- 宁德市信访局
- 宁德市城市管理局
- 宁德市医疗保障局

## 历任领导
以下列出历任宁德市人民政府市长：
| 市长 - 周金伙（2000年11月－2003年7月） - 陳榮凱（2003年7月－2007年6月） - 陈家东（2007年6月－2010年5月） - 廖小军（2010年5月－2012年1月） - 郑新聪（2012年1月－2013年2月） - 隋军 （2013年2月－2016年12月） - 郭锡文（2017年1月－2018年7月） - 梁伟新（2018年7月－2021年6月） - 张永宁（2021年6月－2025年7月） - 潘国强（2025年7月－） |